# Symmigma
Symmigma minimum és una espècie d'aranya araneomorfa de la subfamília dels erigonins, dins de la família Linyphiidae. És l'únic membre del gènere monotípic Symmigma. És sinònim del gènere Lophocarenum minimum (Emerton, 1923) 
Es pot trobar a Alaska i Washington als Estats Units i a la Colúmbia Britànica del Canadà.
Fou descrit per primera vegada per C. R. Crosby i S. C. Bishop l'any 1933,